# Копальня Грассмір
Копальня Грассмір (Grassmere) – гірничодобувне підприємство на Південному острові Нової Зеландії. 
Копальня почала роботу в 1943 році, при цьому з 1949-го нею опікується компанія Dominion Salt. Для видобутку солі використовують прибережну лагуну Грассмір (Капара Те-Хау) із регульованим перепуском до неї океанської води. Звідси протягом сезону збору отримують сіль за технологією багатоставкового випаровування з використанням сонячної енергії.  
З плином часу виробництво не змогло покривати зростаючий попит і в 1973 році Dominion Salt відкрила на північному узбережжі Північного острова у Маунт-Мангануї солеочисний завод, який почав переробку імпортованої з Австралії сировини. Станом на середину 2000-х він міг щорічно випускати біля 40 тисяч тонн очищеної солі, призначеної для харчової промисловості та фармацевтичних потреб (на той час Dominion Salt була єдиним виробником хлориду натрію фармацевтичної чистоти у південній півкулі з річною потужністю по цьому напрямку 9 тисяч тонн).
Наразі копальня в Грассмірі видобуває 60 – 70 тисяч тонн солі на рік, частина з якої відправляється промисловим споживачам, а частина на зазначений вище солеочисний завод.